# Анна Колесарова
А́нна Колеса́рова (словац. Anna Kolesárová; 14 липня 1928, Висока-над-Ужем, Словаччина — 22 листопада 1944, там само) — словацька блаженна, шістнадцятирічна дівчина, що віддала своє життя, захищаючи невинність від посягань червоноармійця.

## Життєпис

### Походження та виховання
Анна Колесарова народилася 14 липня 1928 року в селі Висока-над-Ужем на сході Словаччини, недалеко від кордону з Україною.
Вдома дівчина отримала хороше християнське виховання. Часто брала участь у Святій Месі та приступала до Святих Тайн, після того, як у 1938 році прийняла перше Святе Причастя та отримала Миропомазання. Коли Анні виповнилося 13 років, її життя радикально змінилося: після несподіваної смерті матері вона мусила зайнятися всіма працями в домі, де мешкала разом з батьком і старшим братом.

### Мученицька смерть
Під час Другої світової війни в листопаді 1944 року лінія фронту вже пересувалася на захід. Німецьку окупацію села замінила радянська. Ввечері 22 листопада 1944 року поблизу села розпочалися бойові дії, тож Анна разом з родичами сховалася у підвалі на кухні. Однак, червоноармієць, що увірвався до хати, відкрив їхню схованку.
Батько сказав шістнадцятирічній доньці приготувати щось поїсти для солдата, сподіваючись умиротворити його. Але не зважаючи на те, що дівчина була вдягнута у скромну чорну сукню, згідно із домовленістю між усіма жінками села вдягатися саме так, щоб не привертати увагу солдатів, той почав її домагатися. Анна рішуче стала на захист своєї невинності. Розгніваний червоноармієць наказав їй прощатися з батьком і братом, і після того, як вона промовила: «Ісусе, Маріє, Йосифе, вам вручаю свою душу…», — двічі вистрелив.

### Hostia sanctae castitatis
Дівчину поховали відразу, але можливість відслужити повноцінний похорон з'явилася щойно через тиждень. При цій нагоді парох підкреслив, що Анна померла в стані освячуюючої благодаті, адже незадовго перед загибеллю вони приходила до церкви, щоби висповідатися та запричащатися. Записуючи в парафіяльній книзі померлих причину її смерті, він написав: «Hostia sanctae castitatis» (жертва святої невинності).
Парох разом з іншим священиком, який знав дівчину, розпочали розслідувати обставини її загибелі, зібравши письмові свідчення, які пізніше відіграли важливу роль у збереженні пам'яті про ці події. Лише після падіння прорадянського комуністичного режиму в тодішній Чехословаччині стало можливим відкрито говорити про Анну Колесарову та її героїчну смерть, а її могила стала метою молодіжних прощ.

## Беатифікація
Процес беатифікації Анни Колесарової розпочався 3 липня 2004 року. 6 березня 2018 року папа Франциск підписав декрет про її мучеництво. Обряд беатифікації відбувся 1 вересня 2018 року в Кошицях. Урочистості провів кардинал Джованні Анджело Беччу, префект Конгрегації в справах святих.